# Redbird
El Redbird es el automóvil ficticio conducido por el superhéroe Robin en los cómics estadounidenses publicados por DC Comics. El Redbird es un auto rojo atribuido a la tercera persona para asumir la identidad de Robin, Tim Drake. El aspecto del Redbird ha variado a lo largo del tiempo, reflejando las tendencias de los diseños de automóviles a lo largo de los años.

## Automóvil
El Redbird es un cupé deportivo camuflado con muchos de los armamentos del Batmobile. Además, hay paneles de conversión a prueba de balas deslizantes en el exterior, lo que le permite ser manejado por Tim Drake como un automóvil discreto cuando no está disfrazado como Robin.
Cuando Drake fue enviado a un internado, luego del terremoto conocido como Gotham Cataclysm, se vio obligado a abandonar el Redbird "vendiéndolo" a un disfrazado Alfred. Mientras estaba en el internado, desarrolló una patineta avanzada que llamó "Redboard". Más recientemente, utiliza un Batcycle "motocross" de 491 cc modificado y refrigerado por líquido para sus necesidades de transporte.
Cuando Tim Drake regresó a Gotham, esta vez como hijo adoptivo de Bruce Wayne, se le devolvió el Redbird, pero sufrió graves daños durante una emboscada. Robin toma en consideración la idea de desecharla y construir algo más difícil de manejar.
Su resolución no parece llegar a un pase, ya que el Batcave todavía tiene uno o más Redbirds en almacenamiento junto con otros Batmobiles, y solo unos días después, se muestra a Tim Drake conduciendo un Redbird nuevo o restaurado, idéntico al anterior.

## Motocicleta(Batman & Robin)
En la película de acción en vivo Batman y Robin de 1997, el Redbird era una motocicleta en lugar de un automóvil.
Al igual que con el Batmobile, este Redbird en particular fue una construcción de tierra, utilizando fibra de vidrio y fibra de carbono. La compañía TFX desarrolló el Redbird en una motocicleta todo terreno Honda.
El Redbird tiene dos boquillas de accionamiento, lo que permite que el vehículo suba. Esto depende de la velocidad al despegar, por lo que el Redbird está en el aire por 20 segundos o más. Hay una computadora central en el tanque que suministra un anuncio de LCD que contiene información adicional para el conductor. Además, el Redbird tiene pequeñas protuberancias en el neumático, que se pueden expulsar muy rápido, para aumentar el agarre en la carretera. Además, cuenta con un  gancho de agarre, que se adjunta en el guardabarros delantero sobre el neumático. En la película, Batman tiene un programa de anulación capaz de controlar el Redbird desde el Batmovile. Lo usa para apagar el Redbird cuando Robin intenta hacer un salto mortal entre los edificios.

## R-Cycle (Teen Titans)
En la serie de televisión animada Teen Titans, Robin (Dick Grayson) usa con frecuencia una motocicleta roja llamada R-Cycle.